# Refractaire periode
De refractaire periode is in de fysiologie de naam voor een tijdsinterval waarin een bepaalde gebeurtenis niet opnieuw kan plaatsvinden. De term wordt vooral in de volgende drie contexten gebruikt:
1. Bij zenuwcellen, voor de periode na een depolarisatie waarin er geen nieuwe depolarisatie kan worden opgewekt ((delen van) milliseconden). Zie Refractaire periode (neurobiologie).
2. Bij spiercellen, (en hartspiercellen) voor de periode waarin een spiercel na contractie niet opnieuw kan contraheren;
3. Bij seks voor de periode waarin na een orgasme niet opnieuw een erectie of orgasme kan plaatsvinden. (minuten tot uren)

Er wordt nog onderscheiden tussen een relatieve refractaire periode (stimulatie is mogelijk maar moeilijker) en een absolute refractaire periode (stimulatie echt niet mogelijk)